# Polia calabrica
Polia calabrica är en fjärilsart som beskrevs av W. Warren 1910. Polia calabrica ingår i släktet Polia och familjen nattflyn. Inga underarter finns listade i Catalogue of Life.